# ニコメディア
ニコメディア（Nicomedia、[ˌnɪkəˈmiːdiə]： ギリシア語: Νικομήδεια、Nikomedeia、現:イズミット）は現在のトルコ共和国領内に存在した古代ギリシアの都市。286年に（東の正帝ディオクレティアヌスによって）ローマ帝国東部の実質的な首都となった。この都市の地位は複数の皇帝（正帝と副帝）がローマ帝国を治めるテトラルキア（四帝統治）体制（293年-324年）が継続している間維持された。
テトラルキア体制の崩壊後、は324年のクリュソポリスの戦い（現：ユスキュダル）でコンスタンティヌス1世がリキニウスを打ち破り単一の皇帝となった。330年、コンスタンティヌス1世は自らの名前をボスポラス海峡のヨーロッパ側にあるビュザンティオン市に与えコンスタンティノープルと改称した（現：イスタンブル）。後にこの都市が事実上のビザンツ帝国（東ローマ帝国）の首都となり、ニコメディアの実質的な首都としての地位は失われたが、その後も重要な都市であり続けた。

## 歴史
この都市は紀元前712/711年にメガラ人の植民市として建設され、元来はアスタコス（[ˈæstəkəs]、 古代ギリシア語: Ἀστακός、Astacus、エビの意）として知られた。リュシマコスによって破壊された後、この都市はビテュニア王ニコメデス1世によって前264にニコメディアという名前で再建され、それ以来小アジア北西部で最も重要な都市の1つとなった。カルタゴの偉大な将軍ハンニバル・バルカは、彼の生前最後の年にニコメディアを訪れ、近郊にあるリビュッサ（Libyssa、現：ゲブゼのディリスケレシ港）で自殺した。また、歴史家アッリアノスはこの地で生まれた。

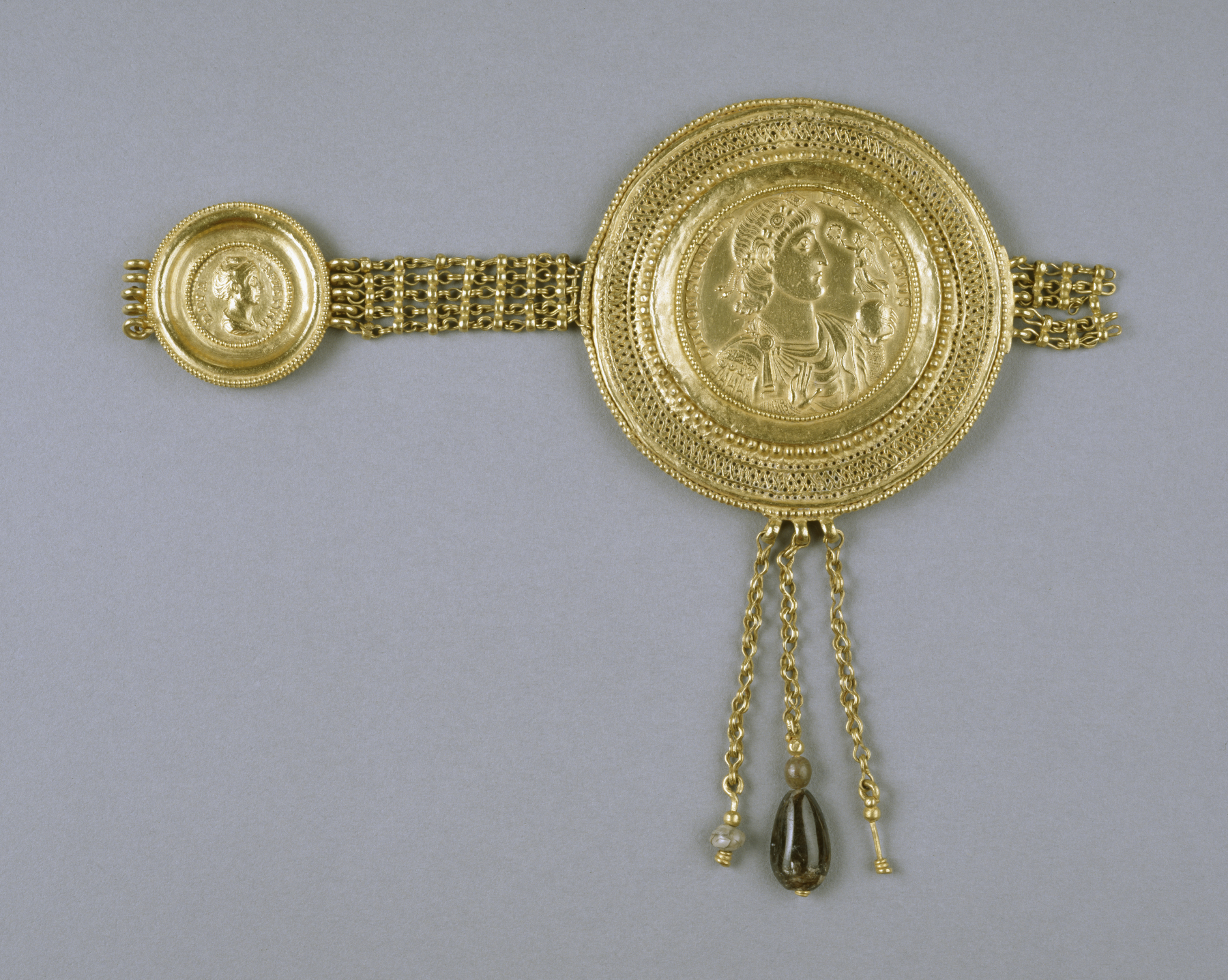
コンスタンティウス2世とファウスティナを称えるメダリオンのあるこのベルトの一部分。これはニコメディアで鋳造された。ウォルターズ美術館蔵

ニコメディアはローマ帝国のビテュニア属州の大都市・首都であった。ビテュニア総督を務めていた小プリニウスがその任期の間トラヤヌス帝に捧げた作品『頌詞』ではこの都市は繰り返し言及されている。ディオクレティアヌス帝はテトラルキア（四帝統治）を導入すると共に、この都市をローマ帝国の東の都とした。

### 大迫害
ニコメディアはキリスト教徒に対するディオクレティアヌスの大迫害の中心であった。この迫害はディオクレティアヌス帝と彼の副帝ガレリウスの下で行われた。303年2月23日、異教の祭典テルミナリアの日、ディオクレティアヌスは新築されたニコメディアの教会を破壊し、聖書を焼き、宝石を没収するよう命じた。翌日、彼は『キリスト教徒に対する第一勅令（First Edict Against the Christians,）』を布告した。これは帝国全土の教会に対して同様の処置がとられるべきことを命じていた。
このニコメディア教会の破壊は市内でパニックを引き起こし、月の終わりには火災がディオクレティアヌスの宮殿の一部を破壊し、続いて16日後にも別の火災が発生した。火災の原因についての調査が行われたものの、公式に訴追されたグループはなかった。しかしガレリウスはキリスト教徒を罪有りとした。ガレリウスは2名の宮廷の宦官がキリスト教徒と共謀して火災を起こしたと主張し、この宦官たちの処刑を監督した。続いて303年4月の終わりまでさらに6人を処刑した。直後、ガレリウスはニコメディアが安全ではないと宣言し、この都市の死者をローマで晒し者にした。ディオクレティアヌスもまたすぐそれに続いた。

### 後期ローマ帝国

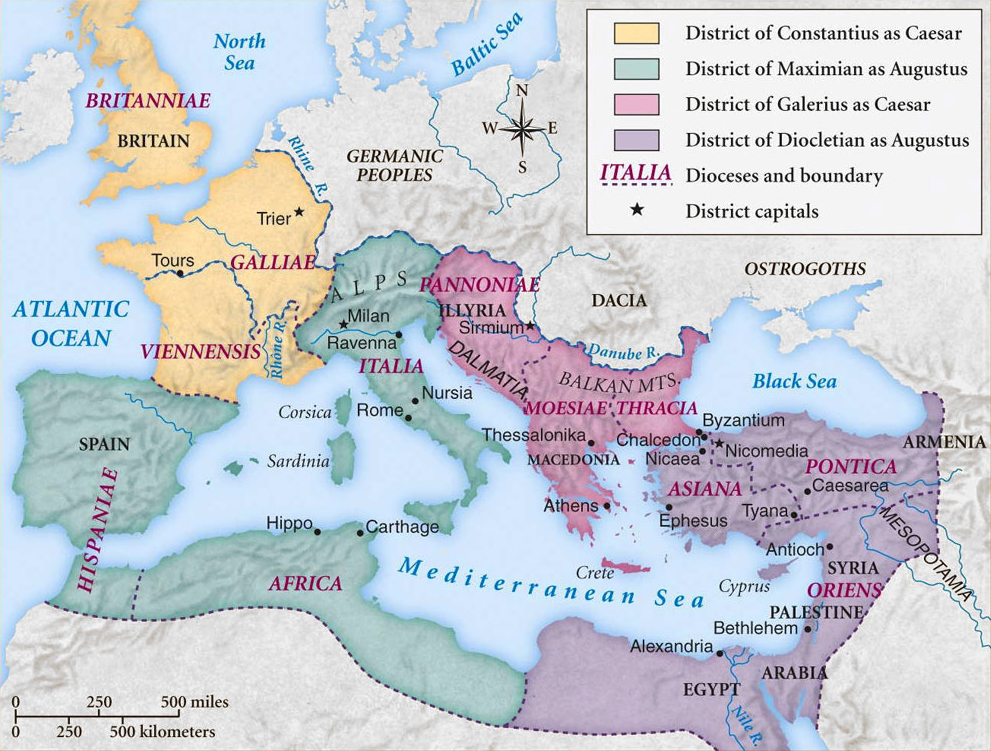
テトラルキア体制下のローマ帝国の地図。教区および4つのtetrarchsが示されている。ニコメディアは東方の正帝（アウグストゥス）となったディオクレティアヌスによって、東部の、そして上位の首都として選ばれた。

ニコメディアは並立皇帝リキニウスがコンスタンティヌス1世に324年のクリュソポリスの戦い（現：ユスキュダル）で敗れるまでローマ帝国の東の（そして上級の）首都であった。コンスタンティヌス1世はビュザンティオン（コンスタンティノープルと改称された）に新たな都市を建設した後も、ニコメディアを拠点していた。彼は337年にニコメディア近くの離宮で死亡した。コンスタンティノープルはその後、ビザンツ帝国（東ローマ帝国）の首都の地位を確固たるものとしていくが、ニコメディアはコンスタンティノープルに繋がるアジアの交通路の収束地点という立地によって、その後も重要性を維持し続けた。
しかし、358年8月24日の大地震とそれに続く火災がニコメディアの大部分を破壊した。ニコメディアはより小規模な都市として再建された。6世紀、皇帝ユスティニアヌス1世の下で、新たな公共建築群が建設されニコメディアは拡張された。首都コンスタンティノープルへと続く街道上に位置するこの都市は主要な軍事拠点であり続け、イスラーム勢力に対するビザンツ帝国の遠征において重要な役割を果たした。
451年、現地の主教座はコンスタンティノープル総主教庁管轄下の府主教座に昇格した。このニコメディア府主教座はNotitiae Episcopatuumにおいてコンスタンティノープル総主教庁に属する府主教座の中で序列第7位とされていた。8世紀、皇帝コンスタンティノス5世は746年から747年にかけてコンスタンティノープルでペストが流行して首都にいられなくなった際、しばらくの間ニコメディアに宮廷を置いていた。840年代から、ニコメディアはテマ・テマ・オプティマトイの首都となった。この頃までに、古い海岸部の町の大部分が放棄されており、ペルシア人地理学者イブン・フルダーズベはニコメディアが廃墟の中にあり居住地は丘上の城塞部に限られていると説明している。1080年代、ニコメディアはアレクシオス1世コムネノスによるセルジューク朝に対する遠征で重要な軍事拠点として機能し、第1回十字軍と第2回十字軍がこの都市で宿営した。
ニコメディアは1204年のコンスタンティノープル陥落の後、一時ラテン帝国の支配下に入った。1206年の後半、セネスカルのティエリー・ド・ルースがここに拠点を築き、聖ソフィア教会を要塞に転用した。しかし、この拠点はニカイア皇帝テオドロス1世ラスカリスによって絶え間ない襲撃を受け、この襲撃の中でド・ルースはニカイア兵によって捕らえられた。1207年の夏までにラテン皇帝アンリはド・ルースおよびテオドロス1世によって捕らえられていたその他の虜囚と引き換えにニコメディアを退去することに同意した。この後、ニコメディアは1世紀以上の間ビザンツ帝国の支配下に残留したが、1302年のバフェウスの戦いでの敗北の後には急成長するオスマン君侯国によって脅かされるようになった。ニコメディアは1304年と1330年の2度、オスマン帝国によって包囲され封鎖された。そして最終的に1337年にその軍門に下った。

## 古代の都市インフラ
ローマ帝国時代、ニコメディアはコスモポリタン的かつ商業的に成功した都市であり、ローマの主要都市に相応しい快適さの全てを享受していた。ニコメディアは2つか3つの水道橋から豊富な水の共有を受けていることで良く知られており、そのうち1つはヘレニズム時代に建設された。小プリニウスは110年頃に作成したトラヤヌス帝への『頌詞』で、ニコメディア人は2度にわたる工学的トラブルに直面した未完成の水道橋のために3,518,000セステルティウスを無駄にしたとぼやいている。トラヤヌスは小プリニウスに水道橋を完成させるための処置を取ることと、多額の資金浪費の背景にあるであろう役人の汚職について調査するよう命じた。トラヤヌス時代にはこの地には大規模なローマ軍の駐屯地もあった。他の公共施設には劇場、ヘレニズム都市に典型的な列柱道路、そしてフォルムがあった。
重要な宗教的聖地としてデメテルの神殿があり、これは港の上にある丘の神聖な境内に立っていた。ニコメディアはローマの公式宗教を熱心に採用し、コンモドゥス帝に捧げられた神殿、オクタウィアヌスに捧げられた街の聖地と、共和制末期に建立された女神ローマに捧げられた神殿があった。
ニコメディアは253年にゴート人によって略奪されたが、ディオクレティアヌスが283年にこの都市を自身の首都にした際に壮大な再建を行い、巨大な宮殿、兵器廠、造幣局、そして新しい造船所が建設された。

## 著名な出身者および居住者
- ディオクレティアヌス
- アッリアノス
- 聖ゲオルギオス
- 聖バルバラ
- 聖パンテレイモン
- ニコメディアのアドリアノ
- ニコメディアのアンティモス（英語版）
- ニコメディアのアルサキオス（英語版）
- ニコメディアのケクロピオス（英語版）
- ニコメディアのユリアナ（英語版）
- ニコメディアのテオペンプトス（英語版）
- ニコメディアのテオフィラクトス（英語版）
- ミカエル・プセルロス（11世紀、ギリシア人の著作家、哲学者、政治家、歴史家）
- マキシマス・プラナズ（英語版）（13世紀、ギリシア人の学者、文芸評論家、翻訳家、文法学者）
- アーロン・ベン・イライジャ（英語版）（14世紀、カライ派ユダヤ人、哲学者）

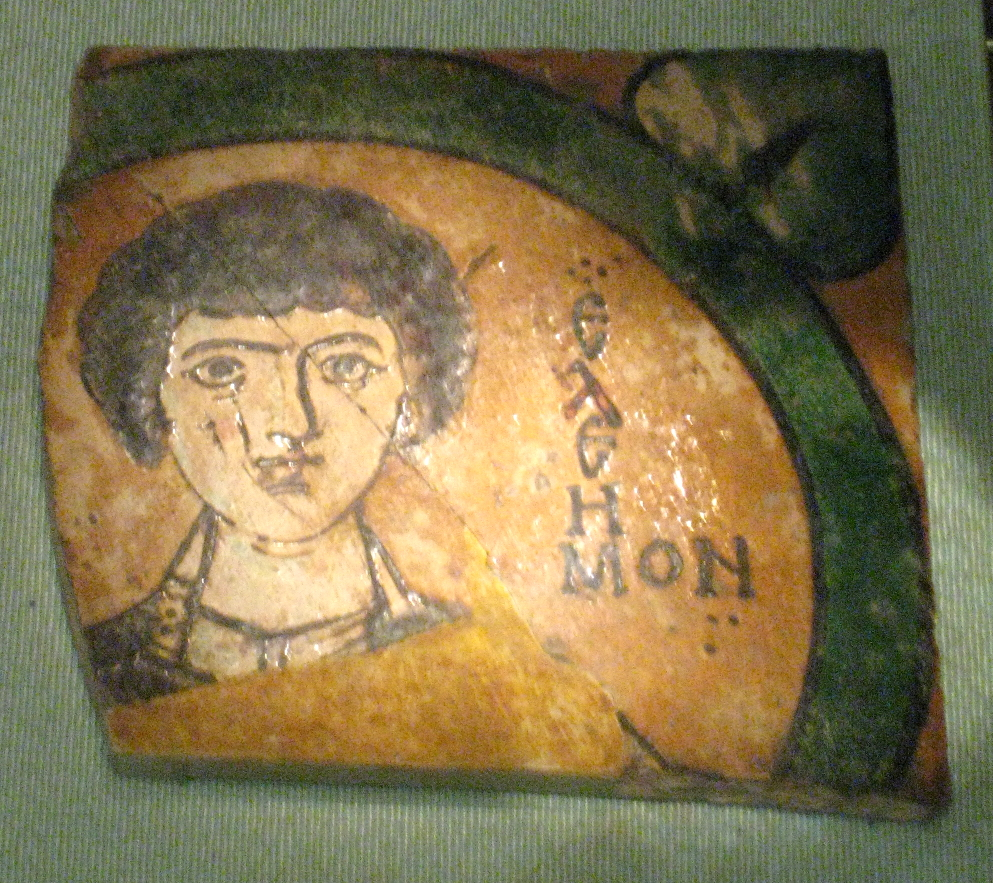
聖パンタレオン
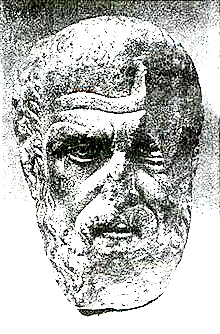
アッリアノス
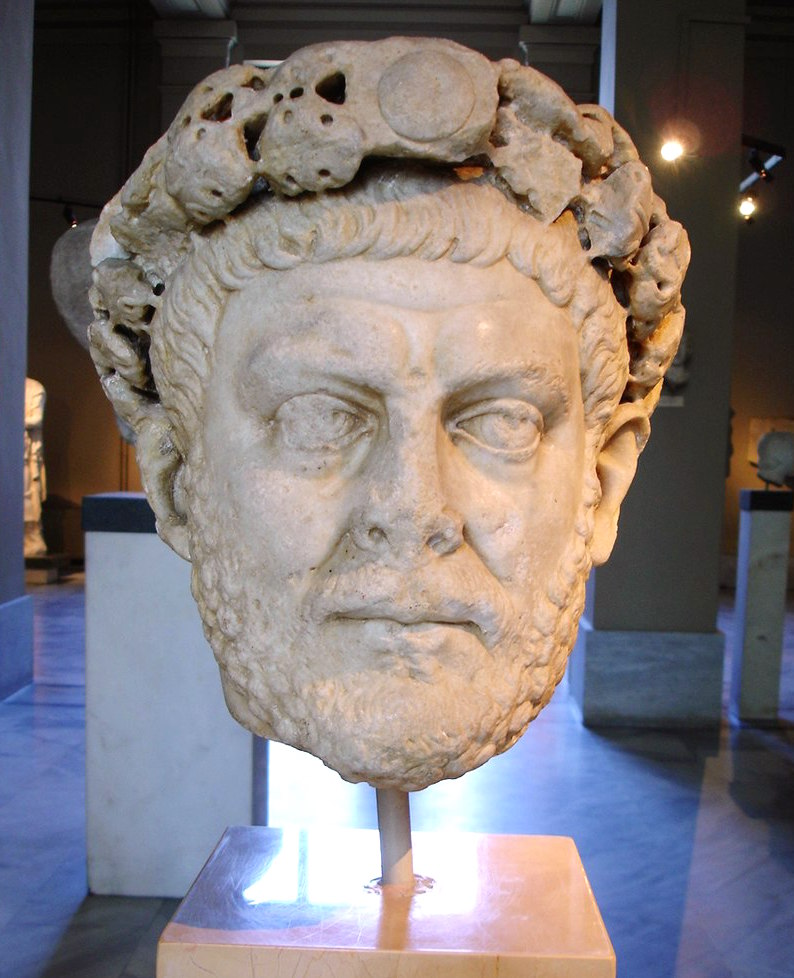
ディオクレティアヌス
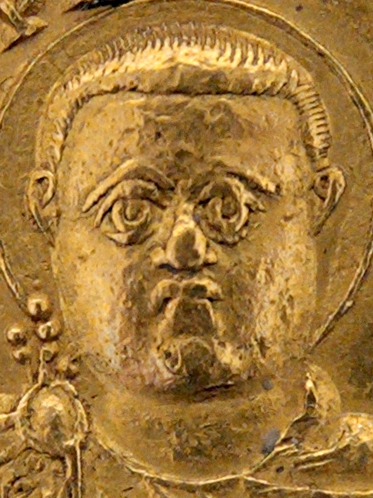
リキニウス
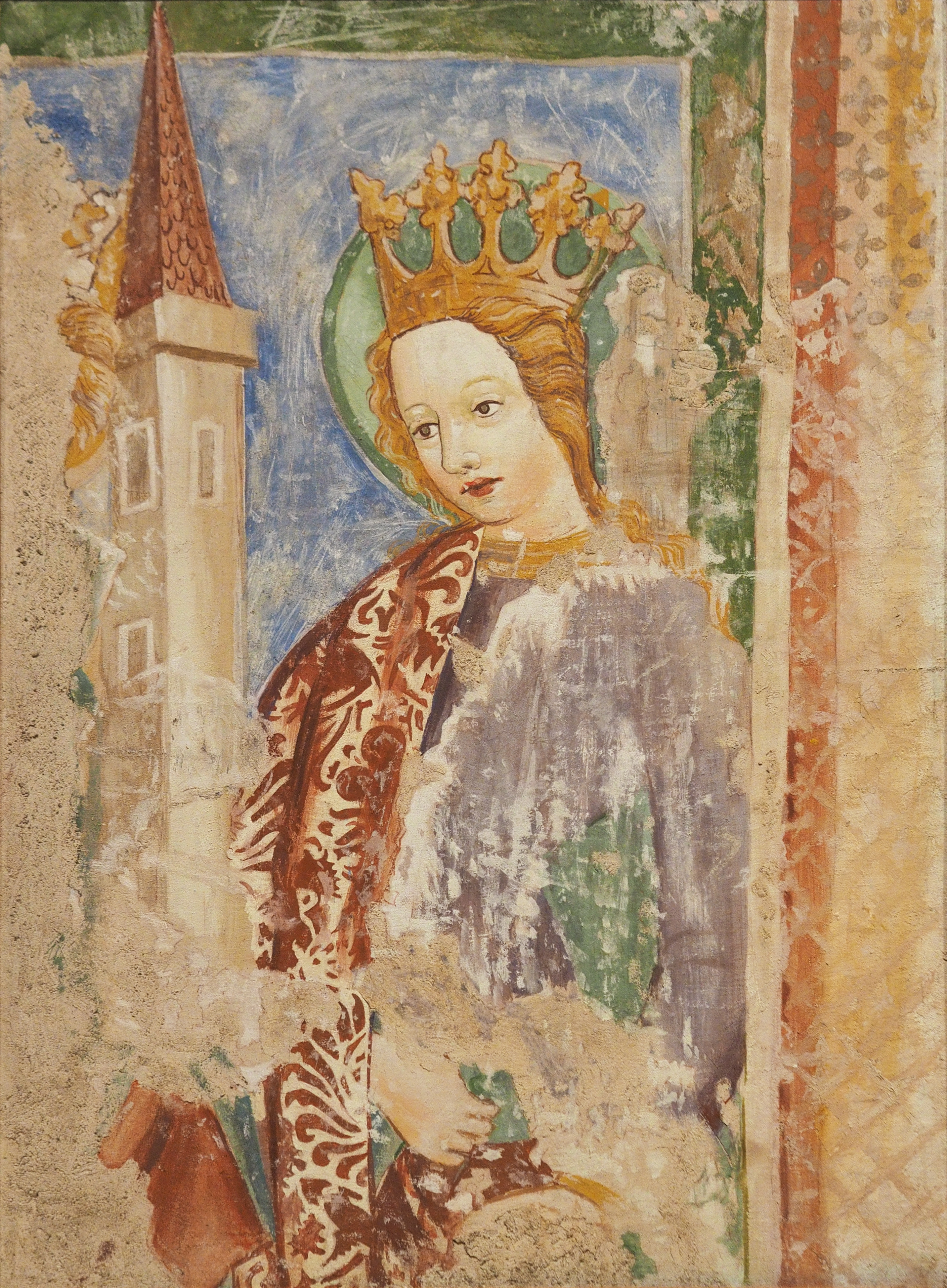
聖バルバラ

## 遺構

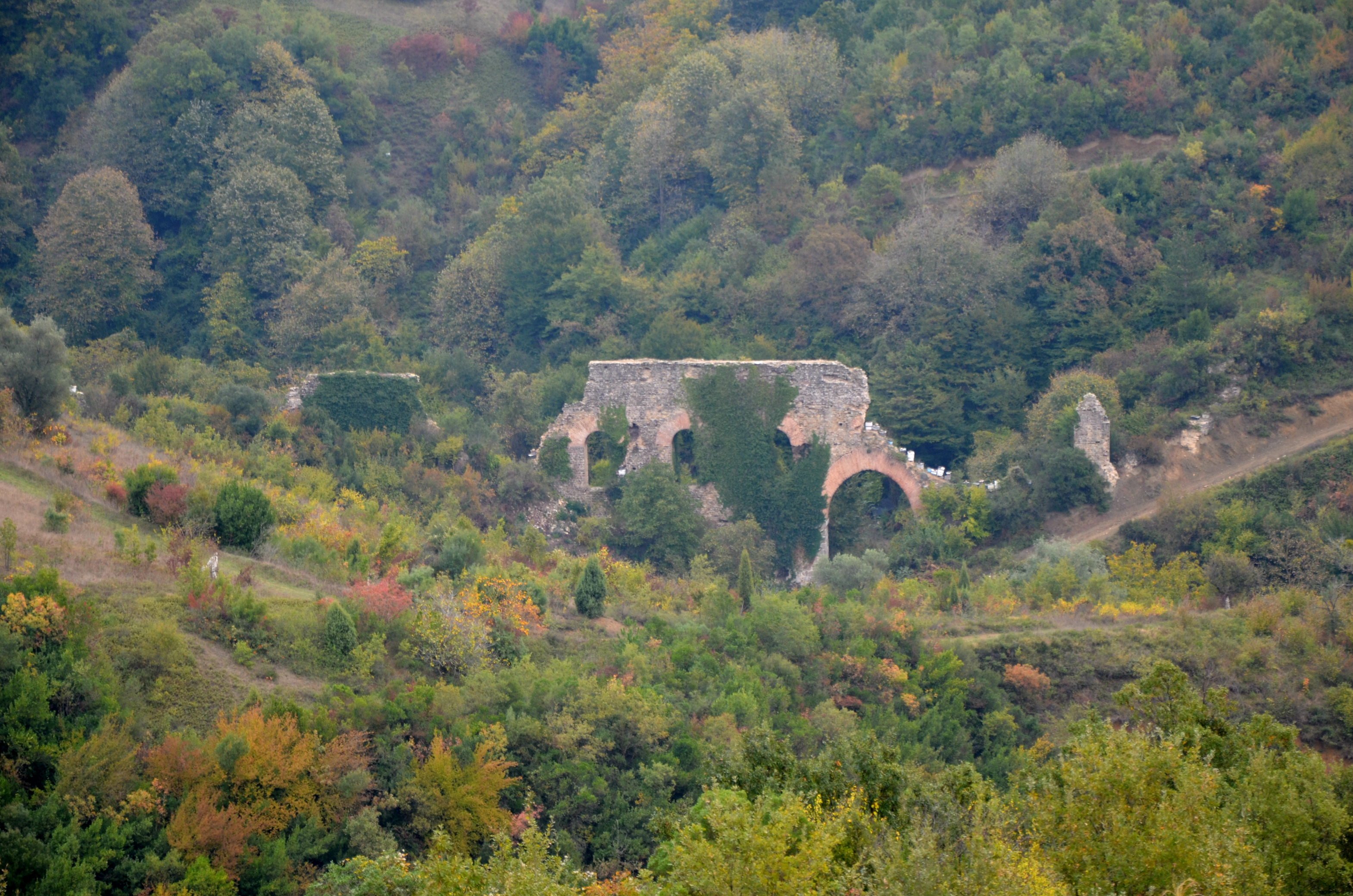
イズミットに残るニコメディアの水道橋の跡

ニコメディアの遺構は人口稠密な現代の都市イズミットの地下に埋まっている。このために広範囲な発掘調査は行えなくなっている。20世紀の都市化が進展する前、都市を囲むローマの城壁と、かつてニコメディアに水を供給していた水道橋といった重要なものを含む素晴らしいローマ時代の都市遺構を見ることができた。その他の記念碑には、イスタンブル通りにある2世紀に設立された大理石のニンファエウム、市内のユダヤ人墓地の巨大な水槽、港湾の城壁の一部がある。
1999年のイズミットの地震はこの都市の大部分に深刻な損害を与えたが、同時に瓦礫の撤去の間に古代ニコメディアについての重要な発見をもたらし、ヘラクレス、アテナ、ディオクレティアヌス、コンスタンティヌス1世のものを含む豊かな古代の彫像が発見された。
地震から数年後、イズミット地方文化総局（the Izmit Provincial Cultural Directorate）は発掘調査用の小さな区域を割り当てた。この区域にはディオクレティアヌスの宮殿跡と特定されている地区やそのそばのローマ劇場の跡が含まれる。2016年4月、コジャエリ博物館の監督の下で、ディオクレティアヌス宮殿のより広範囲の発掘が始められた。この宮殿遺跡はの60,000平方メートルの広さを持つと推定されている。

## 関連記事
- ニコメディアの20000人の殉教者（英語版）[訳語疑問点]
- ニカイア（現：イズニク、ビテュニアの別の重要な都市であり、1204年の第4回十字軍の後、1261年にコンスタンティノープルが奪回されるまでビザンツ帝国の暫定首都（ニカイア帝国）であった。この都市はニカイア信条、及び第1ニカイア公会議、第2ニカイア公会議の地でもある。）